# Tegh
Tegh (in armeno Տեղ) è un comune di 2 520 abitanti (2010) della Provincia di Syunik in Armenia.